# Kildin-Klasse
Projekt 56M, von der NATO als Kildin-Klasse bezeichnet, war eine Gruppe von Zerstörern der sowjetischen Marine im Kalten Krieg, bei der es sich um Umbauten des Projekts 56 zu Trägerplattformen für Seezielflugkörper handelte.

## Geschichte
Die Schiffe des Projekts 56 waren noch klassische Zerstörermodelle mit Geschütz- und Torpedobewaffnung, ähnlich den Schiffen, die von allen größeren Nationen im Zweiten Weltkrieg eingesetzt worden waren. Obwohl ab 1956 gebaut, trug die Klasse weder Flugabwehrraketen noch Seezielflugkörper und kam damit, so der Marineautor Juri Apalkow, rund zehn Jahre zu spät.
Mit dem Aufkommen von Seezielflugkörpern auf Kriegsschiffen entschied sich die Marineführung dafür, als einzigen verfügbaren Flugkörper dieser Klasse den erst kurz zuvor entwickelten KSShch auf den Schiffen zu montieren. Die Waffe war eigentlich entwickelt worden, um damit von Land aus Seeziele anzugreifen und mit mehr als drei Tonnen Gewicht entsprechend schwer. Ihre Länge von 7,6 Metern und die Notwendigkeit, sie vor dem Einsatz mit Flüssigtreibstoff zu betanken, erschwerten den Einbau auf den kleinen Zerstörern weiter.
Man beschloss, den drehbaren gepanzerten Aufbau, in dem der Flugkörper auf seinen Start wartete, auf das Achterschiff der Zerstörer zu setzen, die schweren Geschütztürme vollständig zu entfernen und die Flugabwehrwaffen auf die Back und mittschiffs umzusetzen. Acht der sperrigen KSShch-Raketen sollten als Munitionsvorrat an Bord mitgeführt werden, so dass man auf der gesamten Länge zwischen dem Brückenaufbau und dem Raketenstarter am Heck einen neuen Aufbau auf das Oberdeck setzte. Der Aufbau erforderte die Demontage der zehn Torpedorohre, die ursprünglich zwischen den Schornsteinen gestanden hatten.
Der Bau der Bedowy (russisch Бедовый) (deutsch: der Kecke), als Projekt-56-Zerstörer wurde gestoppt und man baute sie entsprechend den Planungen um. Sie wurde nach ihrer Fertigstellung als Projekt 56-EM geführt, während die Schiffe, die von Anfang als Raketenträger gebaut wurden, die Kennung Projekt 56-M erhielten.

## Technik

### Antrieb
Die Schiffe behielten die Antriebsanlage von Projekts 56. Sie waren mit zwei GTZA-Turbinensätzen ausgerüstet, die sich aus je einer Turbine für mittlere und niedrige Leistungen und einer für hohe Belastung zusammensetzten. Die Turbinen wurden aus vier KW-76-Dampfkesseln mit 450 °C heißem Dampf, der unter einem Druck von bis zu 64 kg/cm² stand, angetrieben.

### Bewaffnung
Die Hauptbewaffnung der Schiffe bestand aus einem SM-59-Starter für KSShch-Flugkörper auf dem Achterschiff.
Die Flugabwehr des Prototyps Bedowy stützte sich wie bei Projekts 56 noch auf vier Lafetten des Typs SM-20, die je vier 45-mm-L/78-Maschinenkanonen trugen. Die Waffen wurden jedoch neu angeordnet: zwei hintereinander auf der Back, zwei mittschiffs auf den Aufbauten, je eine an Steuer- und eine an Backbord. Diese Vierlinge wiesen eine theoretische Schussfolge von bis zu 640 Schuss pro Minute auf und konnten Bodenziele in neun und Luftziele in fünf Kilometern Entfernung bekämpfen. Die Flugabwehr der Projekt-56-M-Schiffe basierte dagegen auf vier 57-mm-L/81-Vierlingsgeschützen ZiF-75, die in gleicher Weise angeordnet waren, aber mit sieben Kilometern effektiver Reichweite deutlich leistungsstärker waren.
Als Torpedobewaffnung waren zwei Zwillings-Torpedorohrsätze mittschiffs, je einer auf beiden Seiten des Aufbaus, aufgestellt.
Die Schiffe wurden zur Abwehr von U-Booten mit zwei RBU-2500-Wasserbombenwerfern am Bug ausgerüstet.

### Feuerleitung und Sensoren
Jedes Schiff verfügt über zwei „Fut-B“-Feuerleitradarsensoren, je einen auf dem Aufbau, unmittelbar hinter dem Achtermast, und einen auf dem Dach der Brücke, die das Feuer der 45-mm-SM-20-Kanonen auf Projekt 56-EM beziehungsweise der 57-mm ZiF-75 auf Projekt 56-M lenken konnten.
Weiterhin waren auf jedem Schiff ein Radar zur Luft- und Oberflächensuche sowie ein einfaches Navigationsradar installiert.
Zur Suche nach Unterwasserkontakten war ein „Pegas 2“-Sonar (russisch Пегас-2) installiert, das selbst unter optimalen Bedingungen mit einer Reichweite von nur zwei bis maximal drei Kilometern als nicht sehr wirksam bewertet wird. Der Sonarsensor des Systems war an der Rumpfunterseite am Vorschiff unmittelbar vor „Turm A“ installiert.

## Varianten

### Projekt 56U

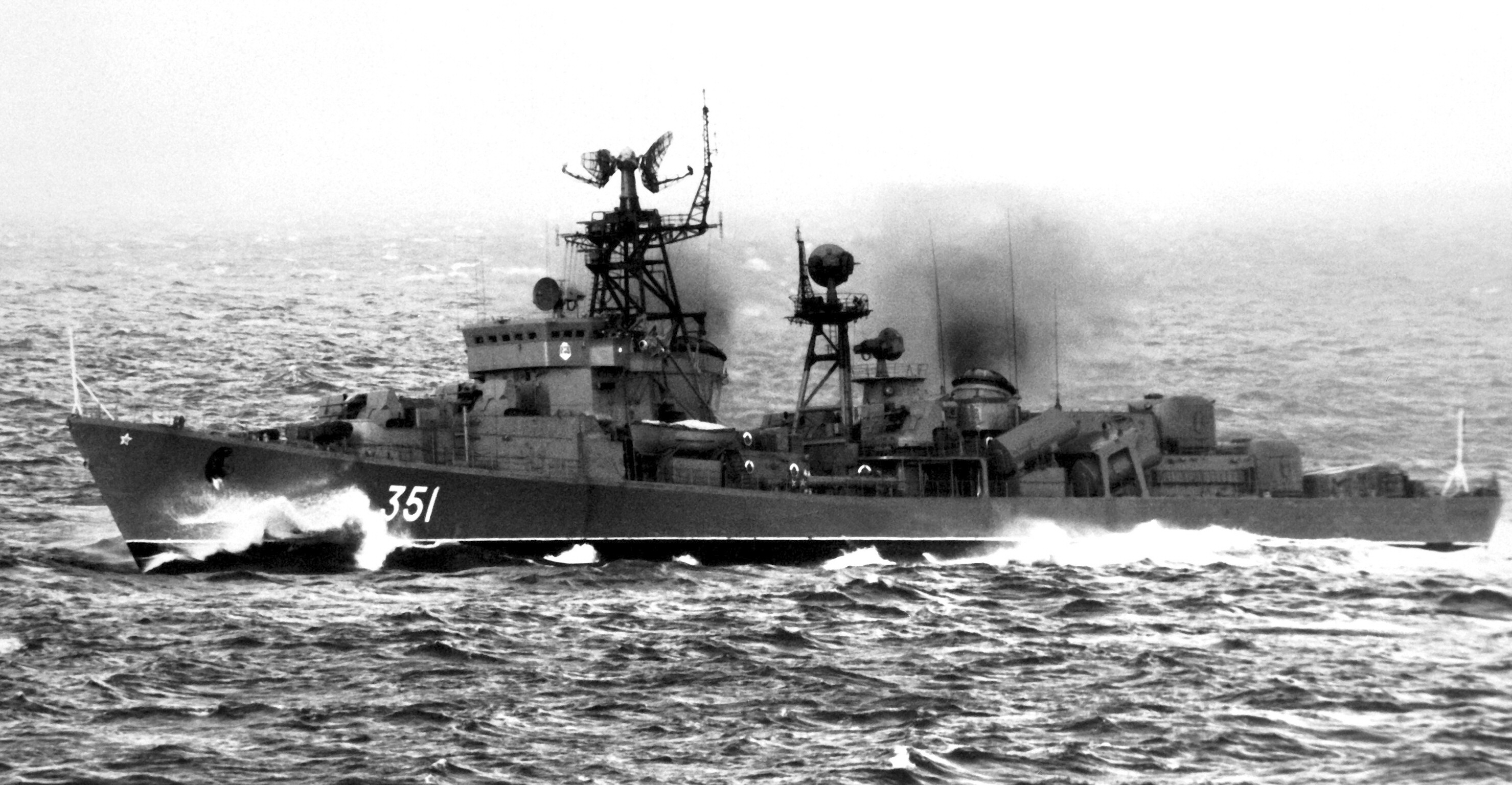
Prosorliwy als Projekt 56U mit Startrohren für P-15 Raketen 1982.

Als Projekt 56U (russisch Проект 56-У) wird die Umstellung der Seezielflugkörperbewaffnung vom veralteten KSShch auf den P-15M bezeichnet. Dazu wurde die alte Startvorrichtung am Heck von Projekt 56-M entfernt und vier Startrohre für P-15M-Raketen, je zwei an der Back- und Steuerbordseite, mittschiffs, mit Startrichtung nach Achtern aufgestellt. Als Artilleriebewaffnung wurden zwei AK-276-Geschütztürme mit je zwei 76,2-mm-L/59-Geschützen auf dem Achterschiff montiert. Für die Feuerleitung der neuen Geschütze wurde ein weiterer „Fut“-Radarsensor auf den achteren Mast gesetzt. Die Wasserverdrängung betrug nun 2.940 Tonnen leer und 3.447 Tonnen bei voller Beladung, die Besatzungsstärke erreichte 273 Seeleute. Drei Schiffe wurden zum Projekt 56 U umgebaut.

## Schiffe des Projekts 56M
Es wurden ein Schiff des Projekts 56ME und vier Zerstörer des Projekts 56M in drei Werften auf Kiel gelegt. Drei dieser Schiffe wurden später zum Projekt 56U modernisiert.

### Bedowy
Bedowy (russisch Бедовый) (deutsch: der Kecke) wurde am 1. Dezember 1953 noch als Projekt 56 Zerstörer in Mykolajiw auf Kiel gelegt und lief am 31. Juli 1955 vom Stapel. Ihr Umbau zum Projekt 56 EM verzögerte die Indienststellung bis 1958. Sie war damit das erste sowjetische Kriegsschiff mit Seezielflugkörperbewaffnung. Sie diente in der Schwarzmeerflotte und besuchte 1967 Kuba und 1969 Barbados. 1970 war sie zur Durchsetzung sowjetischer Interessen vor der ägyptischen Küste eingesetzt und kollidierte, nach russischen Quellen, im Zuge dieses Einsatzes am 9. November 1970 mit dem britischen Flugzeugträger Ark Royal, zog sich aber nur leichte Schäden zu. Zwischen 1972 und 1974 wurde sie zum Projekt 56U umgebaut. Am 25. April 1989 wurde sie aus der Flottenliste gestrichen und zur Verschrottung in die Türkei verkauft.

### Neulowimy
Neulowimy (russisch Неуловимый) (deutsch: der Gerissene) wurde 1958 auf Werft 190 in Leningrad auf Kiel gelegt, sie lief am 27. Februar 1958 vom Stapel. 1960 wurde sie in die Baltische Flotte übernommen. 1969 wurde sie vor der afrikanischen Küste eingesetzt und anschließend der Schwarzmeerflotte zugeteilt. 1972 zum Projekt 56U umgebaut, wurde sie 1974 bis 1982 eingemottet und im Anschluss wieder in die Flotte eingegliedert, bevor sie am 19. April 1999 endgültig außer Dienst gestellt wurde.

### Prosorliwy
Prosorliwy (russisch Прозорливый) (deutsch: der Scharfsinnige) wurde am 1. September 1956 auf Werft 445 Mykolajiw auf Kiel gelegt. Sie lief am 30. Juli 1957 vom Stapel. Sie war ab 1958 Teil der Schwarzmeerflotte. 1976 bis 1977 wurde sie in Sewastopol zum Projekt 56U umgebaut und anschließend in die Ostsee zur Baltischen Flotte verlegt. Dort gehörte sie 1981 zu einer Deckungsgruppe der sowjetischen Marine, die S-363, ein Projekt-613-U-Boot, das bei Karlskrona auf Grund gelaufen war, absichern sollte, bis es schwedische Gewässer verlassen konnte. Der Zerstörer wurde 1991 außer Dienst gestellt und noch im gleichen Jahr verschrottet.

### Neuderschimy
Neuderschimy (russisch Неудержимый) (deutsch: der Unbezähmbare) wurde am 23. Februar 1957 in Komsomolsk am Amur auf Kiel gelegt und lief am 24. Mai 1958 vom Stapel. Sie wurde 1960 der Pazifikflotte zugeteilt und gehörte 1968 zu einer sowjetischen Flotte, die im Zuge der Ereignisse um die USS Pueblo auslief, um sowjetische Interessen zu sichern. 1979 wurde sie zur Überholung eingedockt, aber bereits 1985 entwaffnet und als Ausbildungsschiff mit der Kennung CF-567 verwendet. Am 10. April 1987 wurde sie aus den Flottenlisten gestrichen.

### Neukrotimy
Neukrotimy (russisch Неукротимый) (deutsch: der Unbesiegbare) wurde auf Werft 199 in Komsomolsk am Amur auf Kiel gelegt, jedoch noch vor Fertigstellung abgebrochen.

## Belege und Verweise